# Jixiao Xinshu

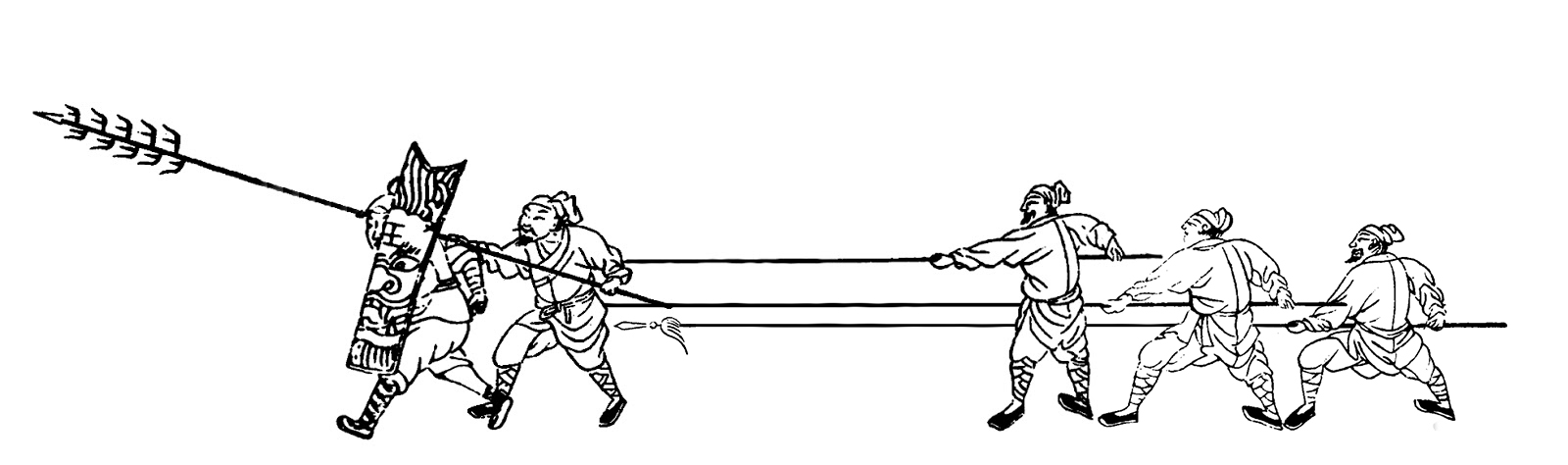
La 'formación secreta', una predecesora de la formación del pato mandarín de Qi Jiguang. El equipo de cinco hombres estaba formado por un líder armado con un escudo, un hombre que empuñaba una lanza de múltiples puntas (langxian) y tres piqueros. Se desplegaron 'formaciones secretas' en terreno plano en grandes bloques para que los escuderos y los soldados con langxian protegieran a los piqueros de las flechas y las armas cuerpo a cuerpo.

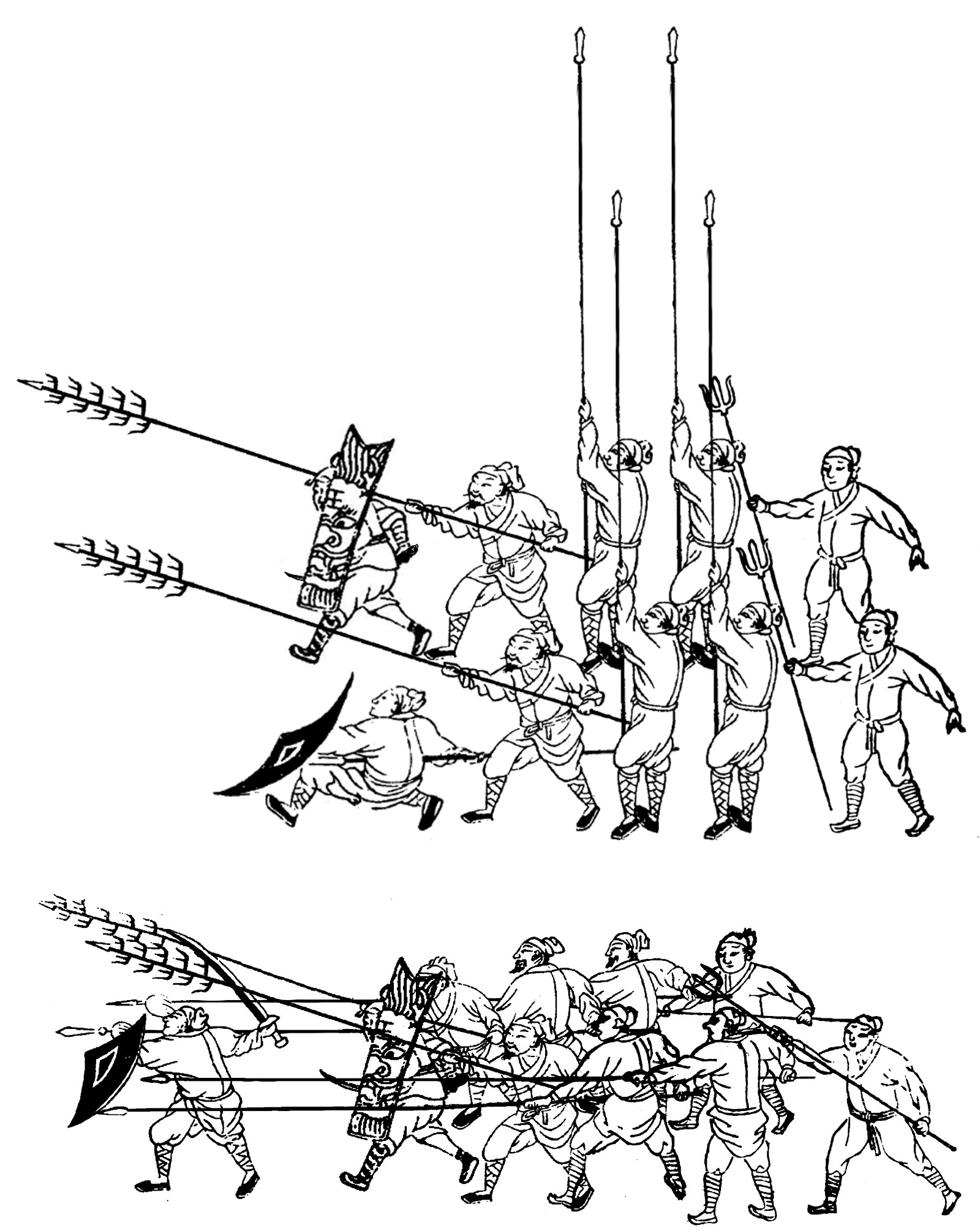
La 'formación del pato mandarín' de Qi Jiguangn era una táctica de espera y combate. Consistía en dos equipos de cinco, un líder y un portero. Cada equipo estaba formado por un espadachín que era el líder, un soldado con 'langxian, dos piqueros y un soldado con tridente.

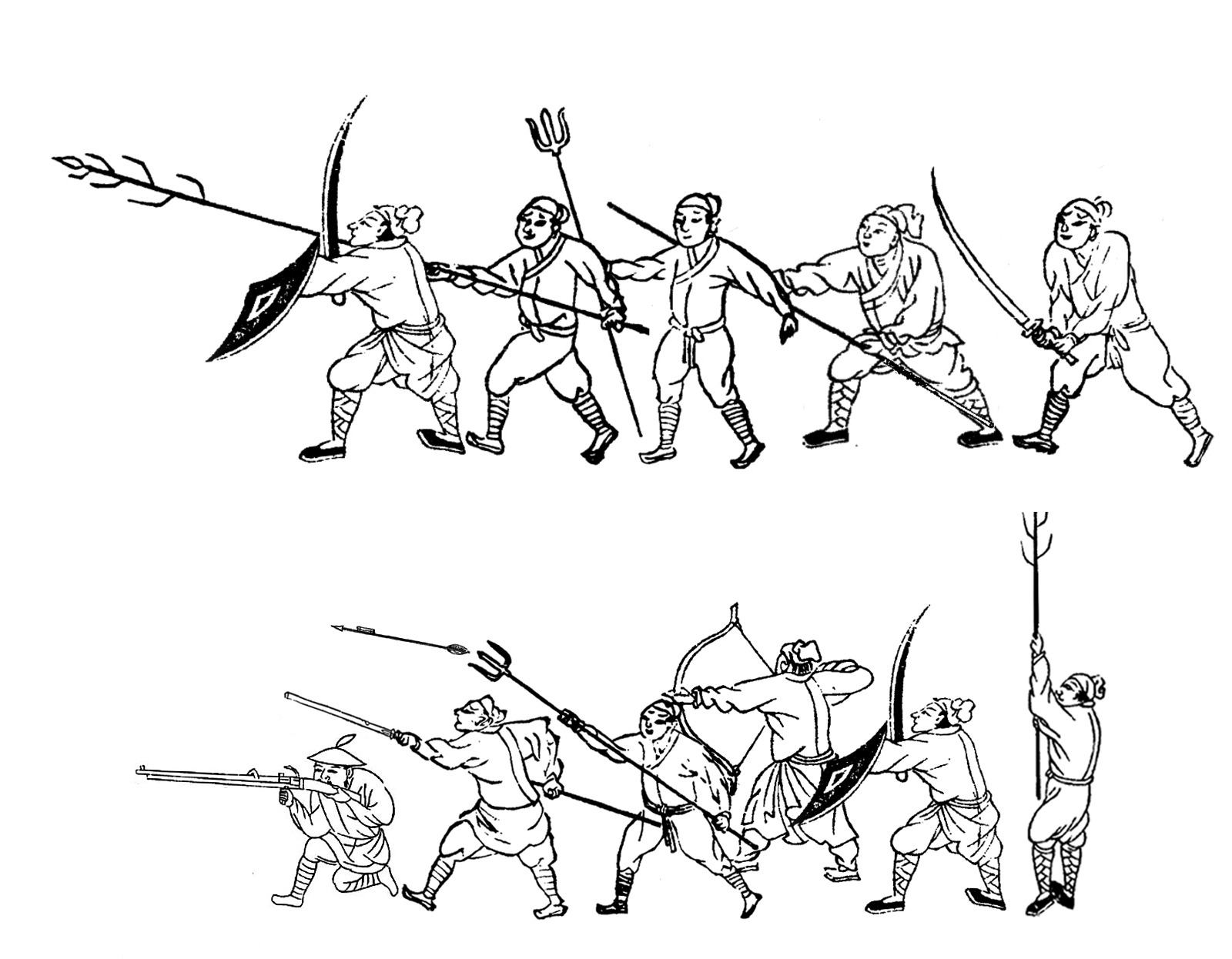
La 'nueva formación de pato mandarín' de Qi Jiguang. Esta formación modificada se creó para adaptarse a las condiciones del norte de China, donde los principales oponentes eran nómadas móviles a caballo. Debido a su alta movilidad, las armas de fuego no se enfatizaron mucho y solo dos hombres empuñaban armas de fuego: una a mecha y una de caña de timón. A excepción del líder del escuadrón, el arquero, el resto está listo para participar en el combate cuerpo a cuerpo.

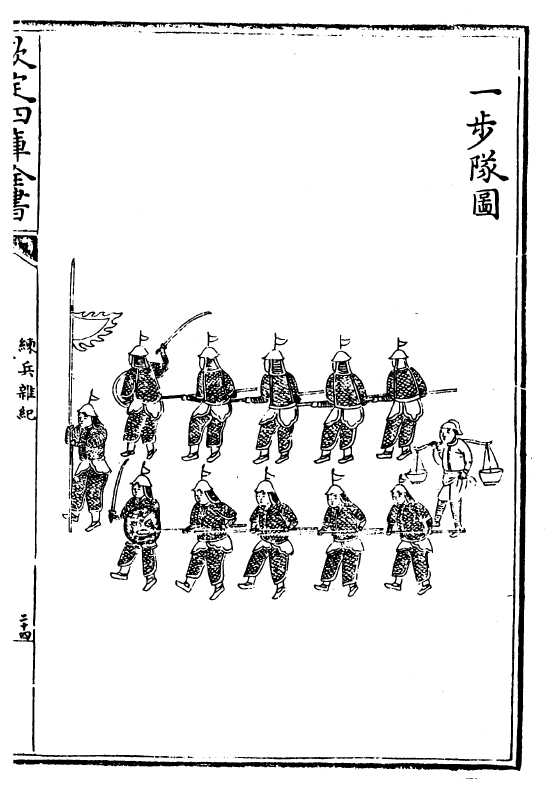
El 'escuadrón de infantería' de Qi Jiguang. Un contingente de soldados acorazados.

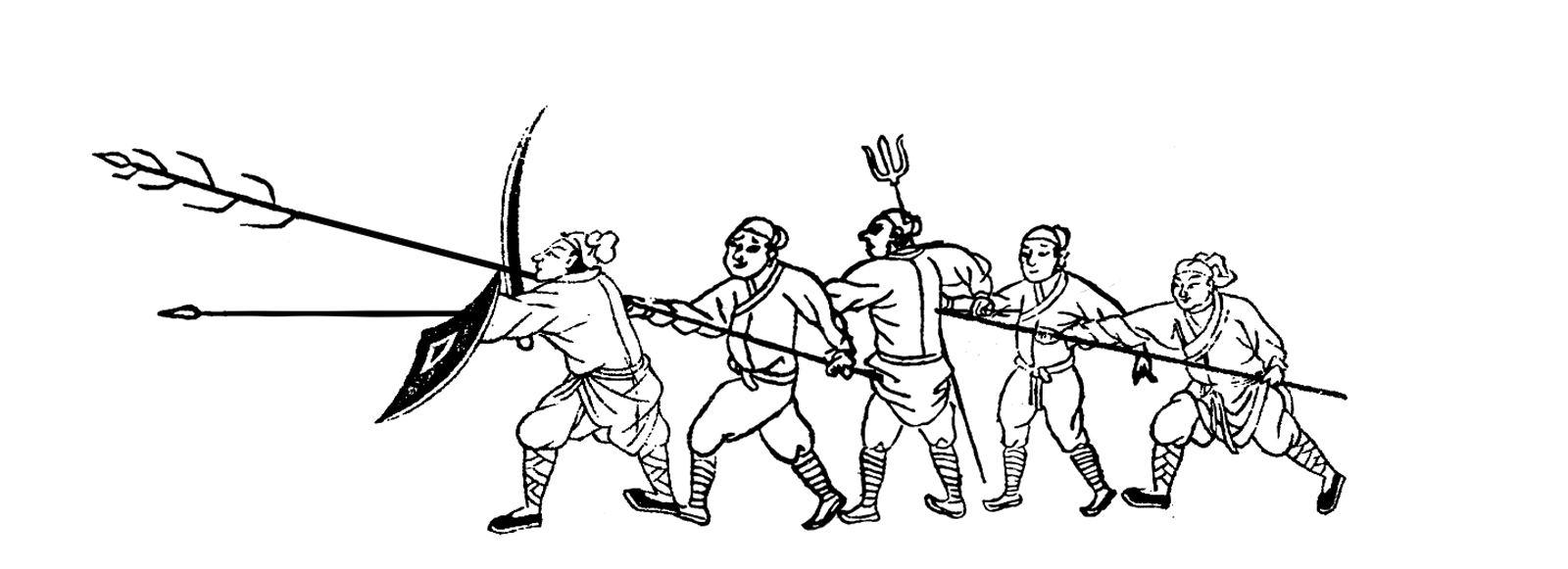
El 'escuadrón asesino' de Qi Jiguang. El escuadrón asesino era una formación de pato mandarín reconfigurada. A menudo se usaba junto con el 'escuadrón de armas de fuego' para brindar apoyo al cuerpo a cuerpo.

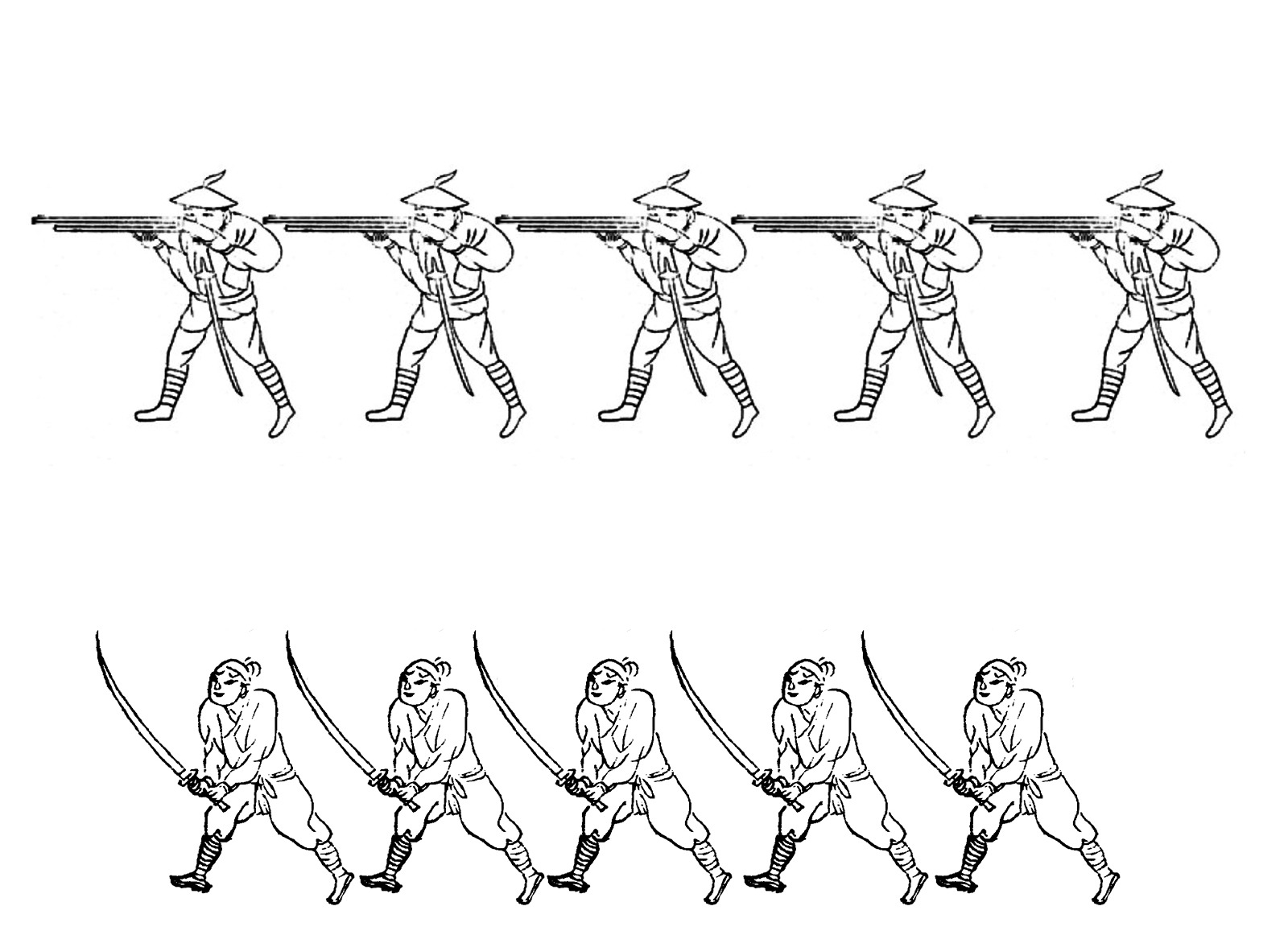
El 'escuadrón de armas de fuego' de Qi Jiguang. El escuadrón de armas de fuego estaba formado por un líder de escuadrón, diez soldados y un portero.

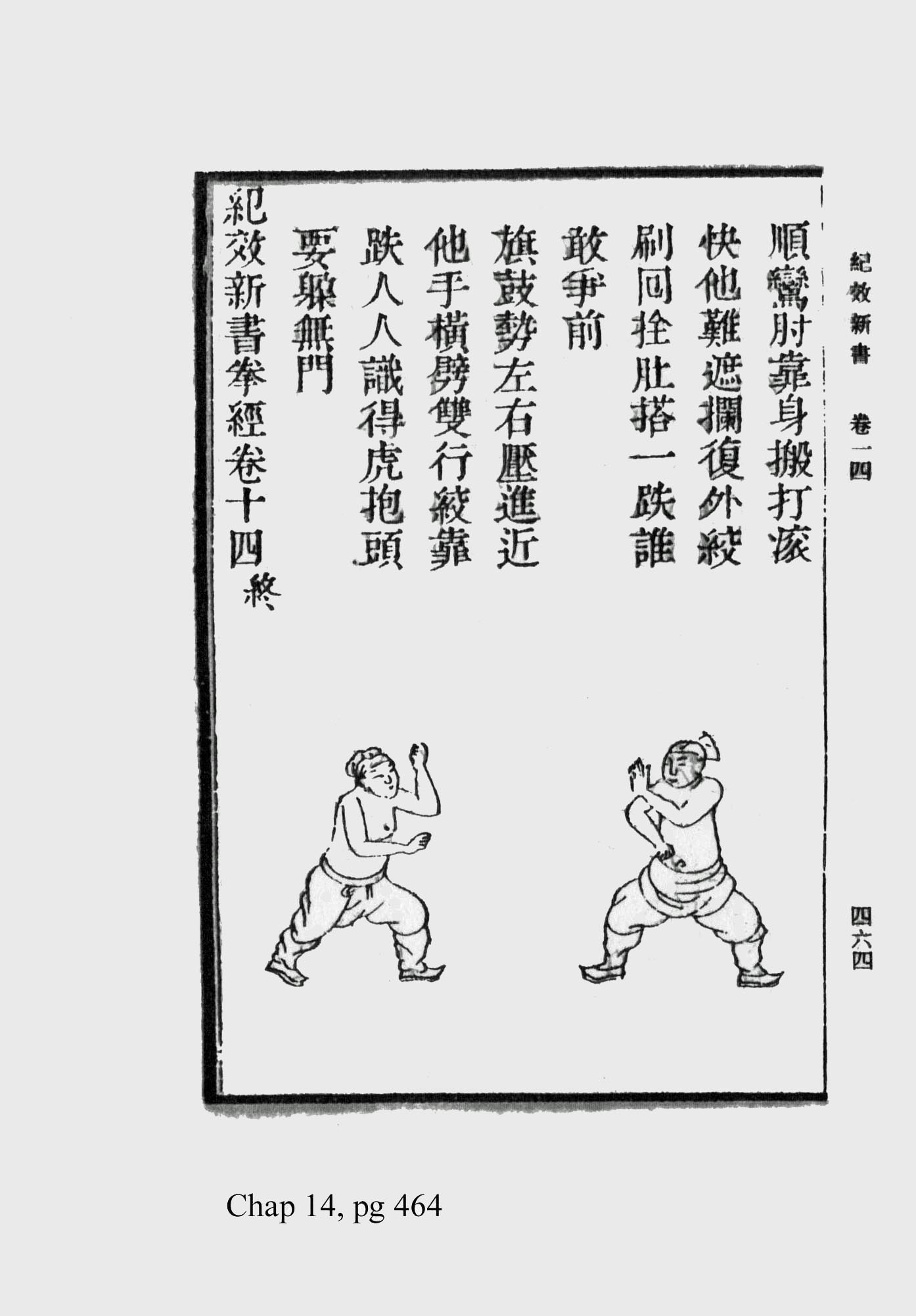
Combates desarmados como se muestran en el manual.

El Jixiao Xinshu (en chino tradicional, 紀效新書; en chino simplificado, 纪效新书; pinyin, Jìxiào xīnshū) o el Nuevo Tratado sobre la Eficiencia Militar es un manual militar escrito durante las décadas de 1560 y 1580 por el general Qi Jiguang de la dinastía Ming. Su importancia principal es defender un enfoque de armas combinadas para la guerra utilizando cinco tipos de infantería y dos tipos de apoyo. Qi Jiguang separó a la infantería en cinco categorías separadas: armas de fuego, espadachines, arqueros con flechas de fuego, arqueros ordinarios y lanceros, a la vez que dividió a las tropas de apoyo en arqueros a caballo y unidades de artillería. El Jixiao Xinshu es también uno de los primeros textos existentes de Asia Oriental para abordar la relevancia de las artes marciales chinas con respecto al entrenamiento militar y la guerra. En el libro se mencionan varios estilos de artes marciales contemporáneos de la era de Qi, incluido el método del bastón del templo Shaolin.

## Antecedentes
A finales del siglo XVI, los militares de la dinastía Ming estaban en malas condiciones. Cuando las fuerzas mongoles de Altan Kan asaltaron la frontera norte, la costa de China cayó presa de los piratas wakō, que eran aparentemente de origen japonés. Qi Jiguang fue asignado a la defensa de Zhejiang en 1555, donde creó sus propios estándares de organización militar, equipo, tácticas, entrenamiento y procedimientos. Publicó sus pensamientos sobre técnicas, tácticas y estrategias militares en el Jixiao Xinshu después de lograr varias victorias en la batalla.

## Contenido
Existen dos ediciones del Jixiao Xinshu. La primera edición se escribió entre 1560 y 1561 y consta de 18 capítulos. La segunda edición, publicada en 1584 durante el retiro forzoso de Qi, incluyó material nuevo y reeditado compilado en 14 capítulos. Ambas son nombradas por la cantidad de capítulos que contienen.
Los capítulos incluidos en la edición de 18 capítulos son los siguientes:
| Capítulo | Tema |
| -------- | --- |
| 1.       | Escuadrones de cinco hombres                                                                            |
| 2.       | Señales y comandos                                                                                      |
| 3.       | Motivación de las tropas                                                                                |
| 4.       | Emitir órdenes; prohibiciones durante el combate                                                        |
| 5.       | Capacitación de los oficiales                                                                           |
| 6.       | Evaluación de soldados; recompensas y castigos                                                          |
| 7. y 8.  | Actividades de campo; perforación en el campamento con banderas y tambores                              |
| 9.       | La marcha                                                                                               |
| 10.      | Uso de armas de asta                                                                                    |
| 11.      | Uso del escudo                                                                                          |
| 12.      | Uso de espadas                                                                                          |
| 13.      | Arquería                                                                                                |
| 14.      | Quanjing Jieyao Pian (capítulo sobre el primer canon y los fundamentos de la agilidad); lucha desarmada |
| 15.      | Dispositivos y formaciones para defender las murallas de la ciudad                                      |
| 16.      | Ilustraciones de estandartes, pancartas y tambores de señales.                                          |
| 17.      | Vigilancia de puestos de avanzada                                                                       |
| 18.      | Guerra costera                                                                                          |

## Formación del pato mandarín
En el Jixiao Xinshu, Qi Jiguang recomendó un equipo de doce hombres conocido como la 'formación del pato mandarín' (en chino, 鴛鴦陣; pinyin, yuānyāng zhèn), que constaba de once soldados y una persona para la logística.
- 4 hombres con lanzas largas (doce pies o más)(chang qiang shou 長槍手)
- 2 hombres con sables y escudos de ratán, uno a cada lado de los lanceros (dun pai shou 盾牌手)
- 2 hombres con lanzas de múltiples puntas (lang xian shou 狼筅手)
- 2 hombres con tridentes o espadas (duan bing shou 短兵手)
- 1 cabo (con la bandera del escuadrón) (dui zhang 隊長)
- 1 cocinero/portero (personal de logística) (fuze huoshi de huobing 負責夥食的火兵)

La formación del pato mandarín fue idealmente simétrica. Excluyendo al cabo y al personal de logística, los diez hombres restantes podrían dividirse en dos escuadrones idénticos de cinco hombres. Esto fue así que cuando los piratas japoneses lograron pasar las largas lanzas, los hombres de sable y escudo formaron una pantalla protectora para los vulnerables lanceros. En la batalla, los dos hombres de sable y escudo tenían roles diferentes. El de la derecha mantendría la posición de avance del escuadrón, mientras que el de la izquierda lanzaría jabalinas y atraería al enemigo más cerca. Los dos hombres con lanzas de múltiples puntas enredarían a los piratas mientras los lanceros los atacaban. Los portadores del tridente custodiaban los flancos y la retaguardia.

### Armas de fuego
Después de sufrir varias derrotas ante los piratas, Qi también hizo una recomendación para una campaña concertada para integrar equipos de mosquetes en el ejército, basándose en su alcance y potencia de fuego superiores en comparación con los arcos y flechas. Qi quedó encantado con el mosquete después de sus derrotas y se convirtió en uno de los principales defensores de su uso en el ejército Ming. Lo favoreció por su precisión y su capacidad para penetrar armaduras.
Idealmente, todo un equipo de mosquetes tendría 10 mosqueteros, pero a menudo tenía 4 o 2 en la práctica. La formación de mosquete óptima que propuso Qi fue un equipo de mosquete de 12 hombres similar a la formación de pato mandarín cuerpo a cuerpo. Sin embargo, en lugar de luchar en una formación mano a mano, operaron según el principio del disparo por andadas, que Qi fue pionero antes de la publicación de la primera edición del Jixiao Xinshu. Los equipos podrían disponerse en una sola línea, formados en dos capas de profundidad con cinco mosqueteros cada uno, o cinco capas de profundidad con dos mosquetes por capa. Una vez que el enemigo estaba dentro del alcance, cada capa dispararía en sucesión, y luego una unidad armada con armas tradicionales de combate cuerpo a cuerpo avanzaría por delante de los mosqueteros. Las tropas luego entrarían juntas en combate cuerpo a cuerpo con el enemigo. Alternativamente, los mosqueteros podrían colocarse detrás de empalizadas de madera u otras fortificaciones, disparando y recargando continuamente por turnos.
Cada escuadrón fue entrenado en escenarios de combate coordinados y de apoyo mutuo con roles claramente definidos. Debido a que las tropas de Qi fueron reclutadas entre los campesinos y no se las consideraba iguales a sus enemigos japoneses, Qi Jiguang enfatizó el uso de armas combinadas y tácticas de escuadrón. Las unidades eran recompensadas o castigadas colectivamente: un oficial era ejecutado si toda su unidad huía del enemigo, y si un líder de escuadrón era asesinado en batalla, todo el escuadrón sería ejecutado.

## Producción de armas
El procedimiento estándar para la adquisición de armas para un comandante como Qi Jiguang consistía en que los funcionarios provinciales asignaran cuotas de producción a cada distrito local bajo la responsabilidad del comandante. Las armas resultantes producidas bajo este sistema variaban ampliamente en calidad. Los mosquetes, en particular, explotaban con una frecuencia alarmante, lo que llevó a Qi a evitar la dependencia de las armas de fuego en favor del uso de herramientas cuerpo a cuerpo como espadas, escudos de ratán y cañas de bambú afiladas. Sin embargo, más adelante en su carrera, Qi se convirtió en un firme defensor de la integración de mosquetes después de sufrir varias derrotas ante los piratas. La reconsideración de Qi de las armas de fuego en la guerra llevó a la creación de los primeros equipos de mosquetes bien perforados en China. Qi también fue un pionero de la técnica del fuego por andadas de mosquete, que luego se adoptaría en China y Corea. En el manual se incluyen varios pasajes que detallan el uso de mosquetes, la técnica de disparo por andadas y una estimación del porcentaje de armas de fuego que probablemente no dispararían.
El manual proporciona la siguiente descripción de la forja de espadas:

Son necesarios los siguientes pasos en el proceso de fabricación de la espada corta:
1. El material de hierro utilizado debe ser forjado muchas veces (es decir, calentado, martillado y doblado numerosas veces).
2. El filo debe estar fabricado con el mejor acero, libre de impurezas.
3. Toda la parte de la hoja donde la parte posterior o la cresta de la hoja se une al filo debe ser limada para que parezcan unidas sin problemas. Este proceso es necesario para permitir que la espada corte bien.

## Lucha desarmada
El último capítulo del Jixiao Xinshu de 14 capítulos, el Quanjing Jieyao Pian, cubre el tema del combate sin armas. Qi Jiguang consideraba que la lucha sin armas era inútil en el campo de batalla. Sin embargo, reconoció su valor como forma de entrenamiento básico para fortalecer a sus tropas, mejorando su condición física y su confianza. Qi seleccionó treinta y dos posturas para ilustrar, entre las artes marciales de la época. La descripción de las técnicas está escrita en verso, típicamente con siete caracteres por línea.
En la introducción del capítulo, Qi nombra dieciséis estilos de lucha diferentes, todos los cuales él considera que han sido transmitidos de manera incompleta, «a algunos les falta la parte inferior, a otros les falta la superior». Entre las artes enumeradas se encuentra el método del bastón Shaolin, que más tarde se documentó en detalle en la Exposición del método original del bastón Shaolin de Cheng Zongyou, publicada alrededor de 1610. Por el contrario, no se mencionan las técnicas de lucha sin armas de Shaolin. La lista completa de artes marciales de la dinastía Ming tardía fue copiada sin atribución por un manual del estilo Shaolin, el Quanjing quanfa beiyao. Sin embargo, el manual posterior, con un prefacio fechado en 1784, alteró el texto, agregando una falsa afirmación de que la historia del combate manual se había originado en el monasterio de Shaolin.
La discusión de Qi sobre el combate cuerpo a cuerpo no menciona un elemento espiritual de las artes marciales, ni alude a la respiración o la circulación de qì. Por el contrario, los textos de artes marciales chinas desde la transición de la dinastía Ming a la Qing en adelante representan una síntesis de técnicas de artes marciales funcionales con prácticas de salud, ejercicios de respiración y meditación daoístas daoyin.

## Influencia
Qi Jiguang fue uno de los varios autores Ming que documentaron las tácticas militares y las técnicas de artes marciales de la época. La documentación más antigua conocida de estilos específicos de artes marciales chinas se produjo durante la última crisis de la piratería Ming, cuando académicos y generales como Qi y su contemporáneo Yu Dayou centraron su atención en revertir el declive del ejército Ming. A finales del siglo XVI, las invasiones japonesas de Corea también despertaron un gran interés en los métodos de entrenamiento militar dentro del gobierno coreano. Los escritos de Qi Jiguang fueron de particular interés debido a sus exitosas campañas contra los piratas japoneses varias décadas antes. La edición de 14 capítulos del Jixiao Xinshu sirvió de modelo para el manual militar coreano más antiguo que se conoce, el Muyejebo, y se difundió entre los pensadores militares coreanos.
En Japón, las ediciones de los capítulos 14 y 18 se publicaron varias veces, y algunos métodos del Jixiao Xinshu se transfirieron al Heiho Hidensho (Okugisho), un libro de estrategia japonés escrito por Yamamoto Kansuke en el siglo XVI.

## Galería

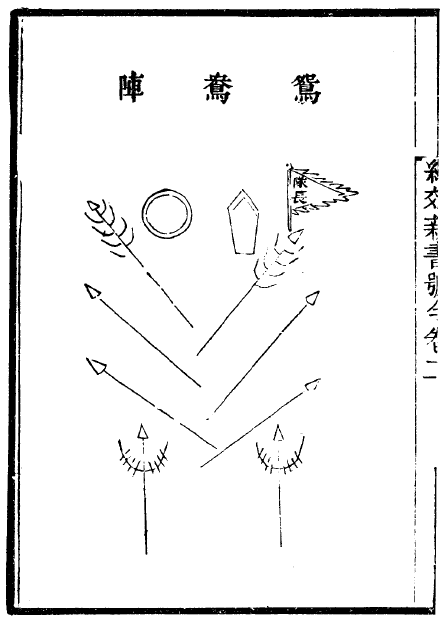
Disposición de la 'formación del pato mandarín'.
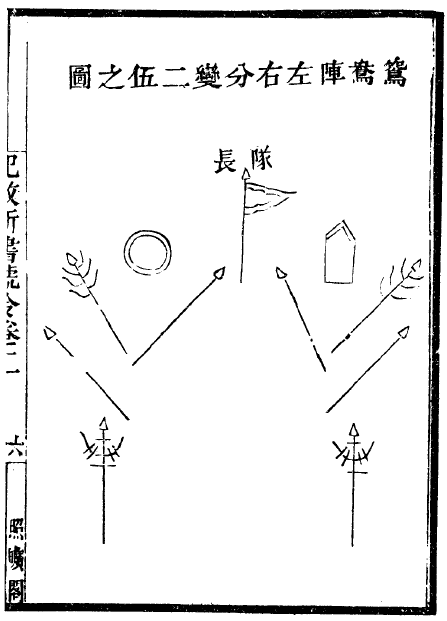
La 'segunda formación de poder' es una 'escuadra del pato mandarín' dividida.
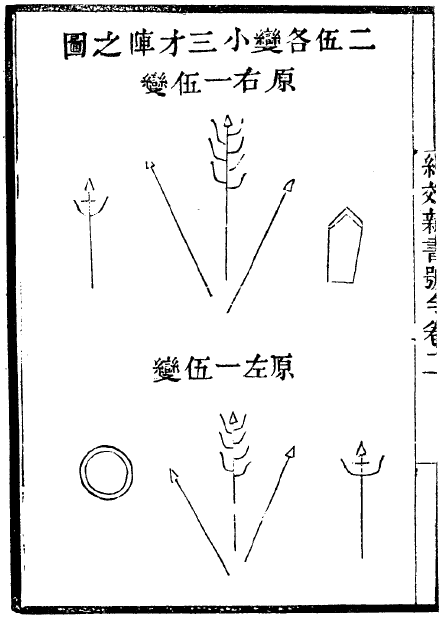
La 'tercera formación de poder menor'.
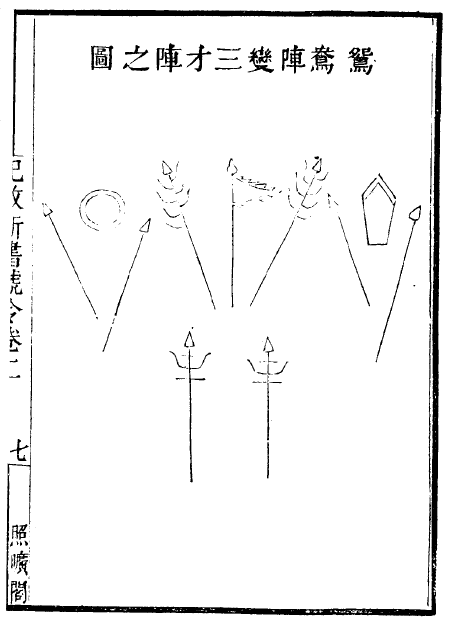
La 'tercera formación de poder'.
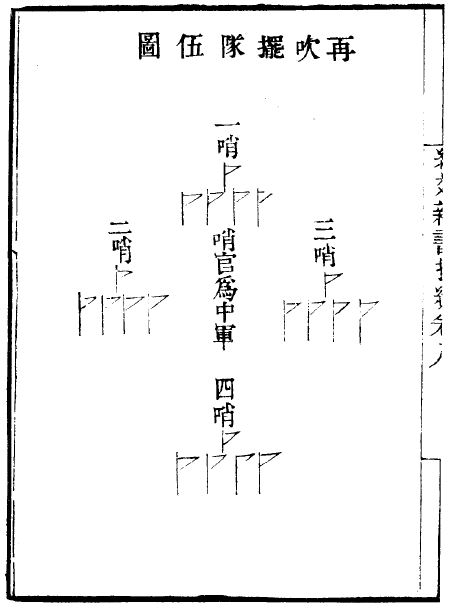
El ejército se prepara para el combate y se despliega en líneas de batalla.
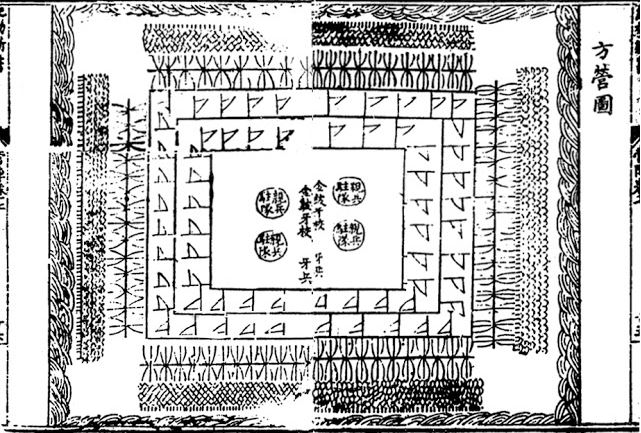
Una formación de campamento fortificado del Jixiao Xinshu.